# San Alberto (Tarija)
San Alberto ist eine Ortschaft im Departamento Tarija im südamerikanischen Anden-Staat Bolivien.

## Lage im Nahraum
San Alberto ist zweitgrößte Ortschaft des Kanton Caraparí im Municipio Caraparí im südwestlichen Teil der Provinz Gran Chaco. Die Ortschaft liegt an einem rechten Zufluss zum Río Caraparí auf einer Höhe von 765 m zwischen dem Höhenzug der Serranía Aguaragüe im Osten und der Serranía Itaú im Westen, 40 Kilometer nordwestlich der Stadt Yacuiba.

## Geographie
San Alberto liegt am Südostrand der bolivianischen Anden-Kette im Tiefland des subtropischen Gran Chaco, der sich über Nordwest-Paraguay, Nordost-Argentinien und Südost-Bolivien erstreckt. Das Klima ist subtropisch mit heißem feuchten Sommer und mäßig warmem und trockenen Winter.
Die Jahresdurchschnittstemperatur liegt bei knapp 22 °C, die durchschnittlichen Monatswerte schwanken zwischen 15 °C im Juni/Juli und 26 °C im Januar (siehe Klimadiagramm Yacuiba). Der Jahresniederschlag beträgt knapp 1100 mm, bei einer viermonatigen Trockenzeit von Juni bis September mit Monatsniederschlägen unter 15 mm und einer Feuchtezeit von Dezember bis März mit 160–200 mm Monatsniederschlag.

## Verkehrsnetz
San Alberto liegt in einer Entfernung von 256 Straßenkilometern östlich von Tarija, der Hauptstadt des Departamentos.
Durch das nahe gelegene Caraparí führt die Nationalstraße Ruta 29, die in nördlicher Richtung nach Palos Blancos führt und dort auf die Ruta 11 trifft. Diese führt 173 Kilometer nach Westen und trifft acht Kilometer vor Tarija auf die Ruta 1, die von dort aus nach Norden den gesamten Altiplano durchquert und über die Großstädte Potosí, Oruro und El Alto schließlich Desaguadero an der peruanischen Grenze erreicht.
Von der Ruta 29 drei Kilometer südöstlich von Caraparí zweigt in südwestlicher Richtung die 169 Kilometer lange Ruta 33 ab, die über San Alberto nach Bermejo an der argentinischen Grenze führt und von dort über die Ruta Nacional 50 mit den nordargentinischen Städten Aguas Blancas und Pichanal verbunden ist.

## Bevölkerung
Die Einwohnerzahl von San Alberto ist in den vergangenen beiden Jahrzehnten auf das Dreifache angestiegen:
| Jahr | Einwohner | Quelle       |
| ---- | --------- | ------------ |
| 1992 | 210       | Volkszählung |
| 2001 | 509       | Volkszählung |
| 2012 | 672       | Volkszählung |
| 2024 |           | Volkszählung |